# Compsibidion varipenne
Compsibidion varipenne är en skalbaggsart som beskrevs av Martins 1969. Compsibidion varipenne ingår i släktet Compsibidion och familjen långhorningar.
Artens utbredningsområde är Venezuela. Inga underarter finns listade i Catalogue of Life.